# Il padrino (colonna sonora)
Il padrino (The Godfather) è la colonna sonora dell'omonimo film, pubblicata nel 1972 come LP dalla Paramount Records e nel 1991, in versione CD, dalla MCA. 

## Descrizione
Salvo dove indicato, le musiche sono composte da Nino Rota e dirette da Carlo Savina (accreditato nell'LP, ma non nel CD). Il brano "I Have But One Heart" è cantato da Al Martino, che nel film interpreta il personaggio di Johnny Fontane, alcune delle musiche bandistiche furono composte e arrangiate da Carmine Coppola, padre del regista del film, Francis F. Coppola.
Particolare è la genesi del brano più famoso, il Love theme: 
Nino Rota, in difficoltà nella composizione del tema d'amore, riutilizzò il tema da lui composto per il film Fortunella di Eduardo de Filippo. La parodia, rallentata e riorchestrata rispetto all'originale, ebbe straordinario successo (a sua volta parodiata con numerose versioni di successo la cui più famosa ha per titolo "Parla più piano"), ma la autocitazione divenne fonte di un aspro dibattito e impedì anche il riconoscimento del premio Oscar per la colonna sonora, cui sarebbe stato candidato, in quanto musica "non originale" (e che ottenne, anche quasi a titolo di compensazione, con il successivo Il padrino parte II).

## Tracce
Lato A
1. Main Title (The Godfather Waltz) – 3:04
2. Al Martino – I Have But One Heart – 3:00 (Johnny Farrow e Marty Symes)
3. The Pickup – 2:56
4. Connie's Wedding – 1:33 (Carmine Coppola)
5. The Halls of Fear – 2:12
6. Sicilian Pastorale – 3:03

Lato B
1. Love Theme from The Godfather – 2:37
2. The Godfather Waltz – 3:35
3. Apollonia – 1:22
4. The New Godfather – 2:00
5. The Baptism – 1:51
6. The Godfather Finale – 3:50